# Ekaterine Tarkhnishvili
Ekaterine Tarkhnishvili - Gabashvili (en georgiano: ეკატერინე გაბაშვილი) (თარხნიშვილი) (Gori, 16 de junio de 1851 - 7 de agosto de 1938) fue una pedagoga y escritora georgiana especialmente conocida por su activismo en defensa de los derechos de las mujeres y su trabajo de alfabetización femenina. Gabashvili está considerada una de las primeras feministas georgianas. 

## Biografía
Ekaterine Tarkhnishvili nació en una familia aristocrática en Gori, Georgia, que entonces formaba parte de la Rusia imperial.
En 1868 abrió escuelas dominicales. Dos años más tarde, en 1870 se casó con Aleksandre Gabashvili. Dedicada a la familia tuvo dificultades para continuar sus estudios, sin embargo cuando tenía la oportunidad de escribir enviaba su trabajo a revistas y periódicos para su publicación. 
Convencida del valor de la educación y la alfabetización desde 1882 perteneció a la junta directiva de la Sociedad para la Promoción de la Alfabetización de la población georgiana. 
En 1897-1922, dirigió la Escuela Vocacional para Mujeres. En 1872-1905, fundó el Círculo de Mujeres y ayudó a establecer sucursales regionales de la sociedad de promoción de la alfabetización. A través de su trabajo y su vida defendió la educación de las mujeres y la igualdad.
Es autora de varias novelas e historias sobre las tristezas de los maestros de escuela del pueblo y la vida campesina. En la década de 1900, abandonó la ficción por la autobiografía.
Gabashvili también es conocida como una de las primeras feministas georgianas y activistas de los derechos de las mujeres . En 1958, una película Magdanas lurja ( Magdana's Donkey ), basada en una de las novelas de Gabashvili y dirigida por Tengiz Abuladze y Revaz Chkheidze, ganó premios en los festivales internacionales de cine en Cannes y Edimburgo .